# Pezmata
Pezmata är en ort i Mexiko.   Den ligger i kommunen Huitzilan de Serdán och delstaten Puebla, i den sydöstra delen av landet, 160 km öster om huvudstaden Mexico City. Pezmata ligger 1 015 meter över havet och antalet invånare är 343.
Terrängen runt Pezmata är kuperad österut, men västerut är den bergig. Pezmata ligger nere i en dal. Runt Pezmata är det ganska tätbefolkat, med 65 invånare per kvadratkilometer. Närmaste större samhälle är Zacapoaxtla, 12,8 km öster om Pezmata. I omgivningarna runt Pezmata växer i huvudsak städsegrön lövskog.